# Super Show 3 Tour Concert Album
Super Show - Super Junior The 3rd Asia Tour Concert Album è il terzo album dal vivo del gruppo Super Junior, pubblicato il 24 ottobre 2011. L'album contiene due CD per un totale di 37 tracce registrate in occasione del Super Show 3 Tour tenuto il 14-15 agosto 2010 presso l'Olympic Gymnastics Arena di Seul.

## Tracce
| CD 1 1. 3RD GATE (Sung by Yoo Young-jin) (2:57) 2. Sorry, Sorry (Rearranged) (7:08) 3. Super Girl (Rearranged) - Super Junior-M (4:05) 4. 돈돈! (Don't Don) (Rearranged) (featuring TRAX) (4:53) 5. 너 같은 사람 또 없어 (No Other) (3:43) 6. Ment (2:04) 7. 고백 (Confession) (Korean Version) (3:09) 8. 좋은 사람 (Good Person) (4:08) 9. 로꾸거!!! (Rokuko) - Super Junior-T (3:20) 10. 봄날 (One Fine Spring Day) - Ryeowook (4:14) 11. 내가 너의 곁에 잠시 살았다는 걸 - Kyuhyun (3:53) 12. If U Leave - Sungmin 13. Looking For The Day - Siwon (3:05) 14. I Wanna Love You - Eunhyuk, Donghae (3:45) 15. 아이돌이 헤어지는 방법 - Heechul con Sulli delle f(x) (3:04) 16. 챔피언 - Shindong (2:34) 17. 똑똑똑 (KNOCK, KNOCK, KNOCK) - Super Junior-T (4:03) 18. 둘이 (You&I) (5:05) 19. 아주 먼 옛날 (Song For You) (3:44) | CD 2 1. Shake It Up! (Remix Version) (3:06) 2. TWINS (Knock Out) (4:10) 3. 미워 (Hate U, Love U) (3:46) 4. 잠들고 싶어 (In My Dream) (5:04) 5. 진심 (All My Heart) (4:05) 6. 너 아니면 안돼 - Yesung (3:49) 7. 미인아 (BONAMANA) (4:16) 8. 갈증 PRELUDE (1:02) 9. 갈증 (A Man In Love) (Rearranged) (4:38) 10. U (Rearranged) (3:38) 11. Dancing Out (Rearranged) (3:35) 12. 요리왕 (Cooking? Cooking!) (Rearranged) - Super Junior-H (3:41) 13. 차근차근 (Way For Love) (Rearranged) (3:59) 14. You Are The One (3:49) 15. Wonder Boy (Rearranged) (3:57) 16. I Wanna Love You (Studio Version) (3:40) 17. Sorry, Sorry (Rearranged) (Studio Version) (5:04) 18. 돈 돈! (Don't Don) (Rearranged) (Studio Version) (4:47) 19. 똑똑똑 (KNOCK, KNOCK, KNOCK) (Studio Version) (3:58) |